# Opeltiella
Opeltiella  is een geslacht van korstmossen dat behoort tot de familie Candelariaceae. De typesoort is Opeltiella fruticans.

## Soorten
Volgens Index Fungorum telt het geslacht vier soorten (peildatum oktober 2021):
| Soortnaam              | Auteur(s)                          | Publicatiejaar |
| ---------------------- | ---------------------------------- | -------------- |
| Opeltiella canadensis  | (H. Magn.) S.Y. Kondr.             | 2020           |
| Opeltiella fibrosoides | (M. Westberg & Frödén) S.Y. Kondr. | 2020           |
| Opeltiella fruticans   | (Poelt & Oberw.) S.Y. Kondr.       | 2020           |
| Opeltiella rubrisoli   | (D. Liu & Hur) S.Y. Kondr.         | 2020           |